# Synagropidae
Die Synagropidae sind eine Fischfamilie aus der Gruppe der Barschverwandten (Percomorphaceae). Sie leben im Atlantik, im Pazifik und im Indischen Ozean in Tiefen von mehreren hundert Metern.

## Merkmale
Die Fische werden 10 bis 35 Zentimeter lang. Sie besitzen zwei Rückenflossen, die von neun bis elf Hartstrahlen und neun bis zehn Weichstrahlen gestützt werden. Die Afterflosse hat drei Hart- und sieben bis neun Weichstrahlen. Alle Arten der Synagropidae besitzen 25 Wirbel und sieben Branchiostegalstrahlen.

## Systematik
Zur Familie Synagropidae gehören 17 Arten aus vier Gattungen. Alle wurden bis Oktober 2018 den Acropomatidae zugerechnet. Diese Fischfamilie war in der früheren Zusammensetzung jedoch nicht monophyletisch, sondern bestand aus drei Kladen mit unterschiedlicher Stellung im phylogenetischen Baum. So bildet Acropoma, die Typusgattung der Familie Acropomatidae, zusammen mit Doederleinia die Schwestergruppe der Scombropidae, während die Gattungen Synagrops, Parascombrops und ihre Verwandten eine stärker basale Stellung innerhalb der Ordnung Pempheriformes (bzw. Acropomatiformes) einnehmen. Um wieder zu monophyletischen Familien zu kommen, wurden zwei neue Familien eingeführt. Für Synagrops und ihren nahen Verwandten stand der Name Synagropidae zur Verfügung, der im Jahr 1961 durch den südafrikanischen Ichthyologen James Leonard Brierley Smith als Unterfamilie (Synagropinae) der Kardinalbarsche (Apogonidae) eingeführt wurde und damals nur Synagrops umfasste. Die Synagropidae können anhand ihrer Flossenformel von den Acropomatidae unterschieden werden.

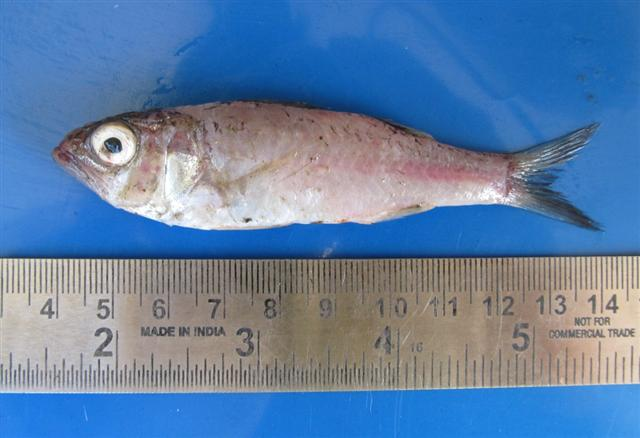
Parascombrops philippinensis

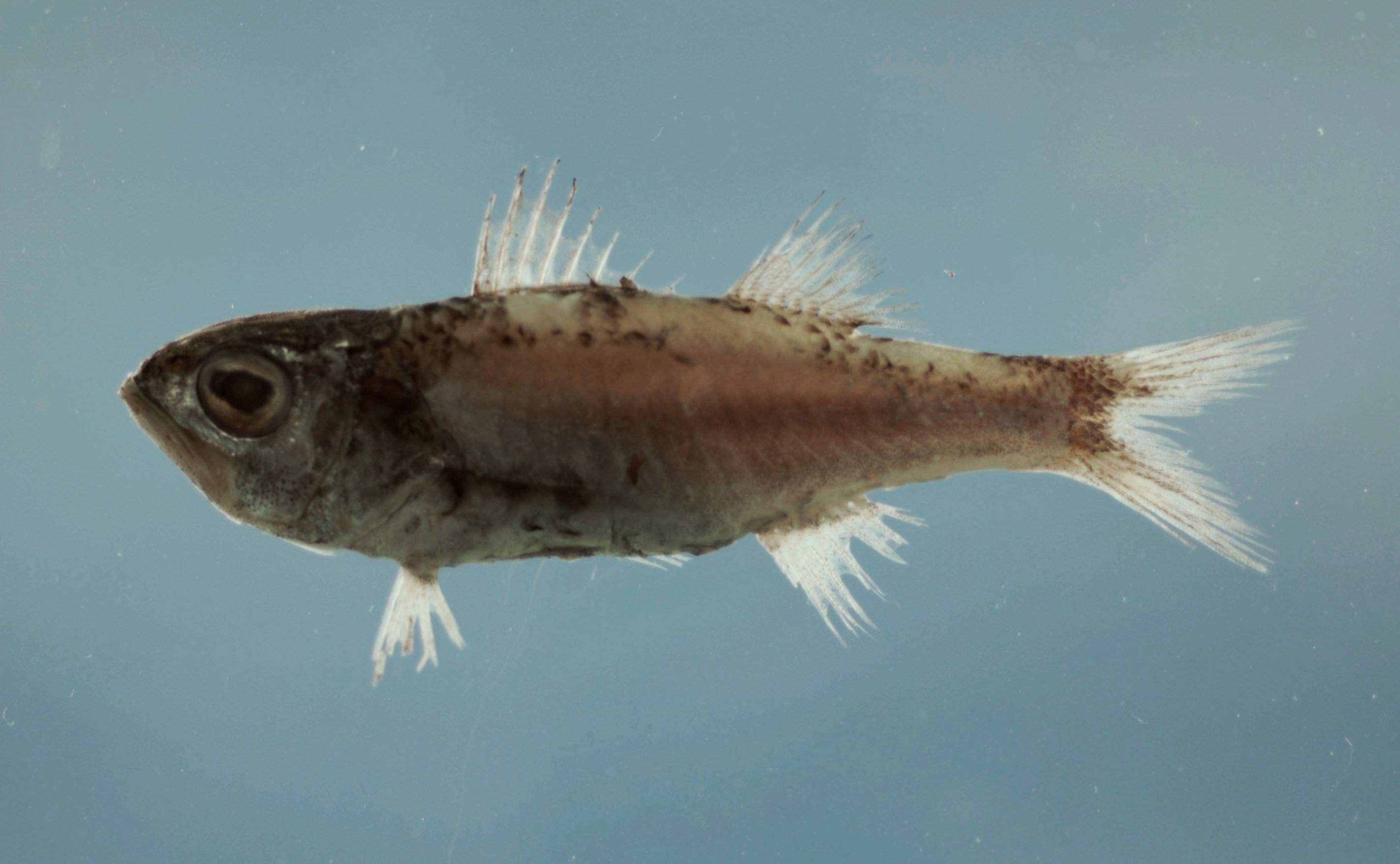
Parascombrops spinosus

- Gattung Caraibops Schwarzhans & Prokofiev, 2017[6]
  - Caraibops trispinosus (Mochizuki & Sano, 1984).
- Gattung Kaperangus Schwarzhans & Prokofiev, 2017[6]
  - Kaperangus microlepis (Norman, 1935).
- Gattung Parascombrops Alcock, 1889[6]
  - Parascombrops analis (Katayama, 1957).
  - Parascombrops argyreus (Gilbert & Cramer, 1897).
  - Parascombrops glossodon Schwarzhans & Prokofiev, 2017.
  - Parascombrops madagascariensis Schwarzhans & Prokofiev, 2017.
  - Parascombrops mochizukii Schwarzhans & Prokofiev, 2017.
  - Parascombrops nakayamai Schwarzhans & Prokofiev, 2017.
  - Parascombrops ohei Schwarzhans & Prokofiev, 2017.
  - Parascombrops parvidens Schwarzhans & Prokofiev, 2017.
  - Parascombrops pellucidus Alcock, 1889.
  - Parascombrops philippinensis (Günther, 1880).
  - Parascombrops serratospinosus (Smith & Radcliffe, 1912).
  - Parascombrops spinosus (Schultz, 1940).
  - Parascombrops yamanouei Schwarzhans & Prokofiev, 2017.
- Gattung Synagrops
  - Synagrops bellus (Goode & Bean, 1896).
  - Synagrops japonicus (Günther, 1859).